# Marco Civra
Marco Civra (Torino, 9 giugno 1961) è un giornalista e saggista italiano.

## Attività giornalistica e politica
Laureato in Pedagogia, inizia l'attività giornalistica in Piemonte, dirigendo i settimanali locali L'Arco di Chieri, storica testata del XIX secolo e Tuttocittà, per passare successivamente alla Gazzetta del Popolo nel 1982 e al quotidiano Il Popolo l'anno successivo. La sua carriera in campo politico comincia nel 1983 all'ufficio stampa della Democrazia Cristiana e dello Snals, il sindacato autonomo dei lavoratori della scuola.
Nel 1994 è capo ufficio stampa del Ministro per le Politiche Comunitarie, Domenico Comino. È consulente per i problemi della comunicazione della Presidenza del Consiglio dei ministri nei governi Berlusconi I, Dini e Prodi I fino al dicembre 1996. Interviene in delegazioni ufficiali nelle riunioni preparatorie ai vertici europei, in particolare nei settori della sicurezza e della privacy telematica.
Dal 1996 al 1999 scrive sul quotidiano della Lega Nord, La Padania, come editorialista e commentatore parlamentare anche se viene considerato alieno al movimento politico di Umberto Bossi.
Nel 2000 scompare dalla scena giornalistica attiva. Considerato vicino alle posizioni di Rocco Buttiglione.

## Crisis management e public affairs
Nel corso degli ultimi vent'anni, il suo nome è stato citato a più riprese sui mezzi di informazione come figura di consulente politico nelle campagne elettorali di diversi esponenti e partiti, anche se l'attività legata alla creazione del consenso e di public affairs, che pare essere in realtà la principale, non è mai stata ammessa ufficialmente. La sua presenza come professionista delle campagne elettorali e della costruzione del consenso è documentata nella campagna per le elezioni politiche del 1992 al servizio della Lega Nord, nella campagna amministrativa del 1993 sempre a servizio della Lega Nord, nella campagna amministrativa del 2006 a servizio dell'Udc. La sua presenza risulta tuttavia, non come responsabile ufficiale, nelle campagne politiche e amministrative di altre formazioni politiche. Curiosamente, spesso il suo nome è stato legato a campagne definite disperate o comunque anomale.
Ancora più oscure le informazioni relative al ruolo svolto come esperto di crisis management in occasione di operazioni internazionali, con fugaci comparse sulla stampa italiana e smentite successive o insabbiamenti. Fra queste i rapporti con il generale Bonifazio Incisa di Camerana, già Capo di Stato Maggiore dell'Esercito in concomitanza alla sua presenza alla Presidenza del Consiglio dei ministri, la comprovata compartecipazione in un'operazione di soccorso in Ruanda nel 1994 durante il genocidio, l'anticipazione di una settimana della crisi petrolifera nigeriana del 2006 con un estemporaneo articolo comparso nella rassegna stampa del Ministero della difesa.

## Attività culturale
Parallelamente all'attività giornalistica svolge attività editoriale.
Dal 1990 al 1994 pubblica Rune, la prima rivista italiana di fantasy e giochi di ruolo. Dirige le riviste Musica Antica e Riformare la scuola, organo ufficiale dell'Associazione Nazionale Scuola Italiana, di area cattolica. Pubblica inoltre diversi articoli tecnici su riviste di informatica come Applicando e MCmicrocomputer.
È stato SysOp di un BBS della rete Fidonet.
Ha pubblicato alcuni libri, tra cui:
- Un'edizione ipertestuale della Divina Commedia per Apple Macintosh, edita da Zanichelli
- Le veline in vetrina. La figura dell'addetto stampa nelle istituzioni, in Miti, consumi e sogni, 1998, ISBN 88-85174-35-3
- Il '"Quinto" Vangelo e gli scritti apocrifi attribuiti a Tomaso, 2001, ISBN 88-88132-35-X
- I programmi della scuola elementare dall'Unità d'Italia al 2000, 2002, ISBN 88-88132-11-2